# Urodacus similis
Espèce
Urodacus similis est une espèce de scorpions de la famille des Scorpionidae.

## Distribution
Cette espèce est endémique du Goldfields-Esperance en Australie-Occidentale. Elle se rencontre vers Kathleen et Minnie Creek.

## Description
Le mâle holotype mesure 72 mm.

## Publication originale
- Koch, 1977 : « The taxonomy, geographic distribution and evolutionary radiation of Australo-Papuan scorpions. » Records of the Western Australian Museum, vol. 5, no 2, p. 83-367 (texte intégral).